# Rabt Sbayta 006
Koordinaten: 24° 14′ 24″ N, 14° 45′ 0″ W
Rabt Sbayta 006 (gelegentlich verschrieben zu Rab Sbayta 006) ist ein Mondmeteorit, der 2016 in einem Mondmeteoriten-Streufeld bei Gataa Sfar im Gebiet des Dünenzugs Rabt Sbayta (Rabt Sebeta) gefunden wurde.
Dort in der Nähe wurde Februar 2013 auch der Marsmeteorit NWA 8114 gefunden. Der Abstand der Fundorte beträgt etwa 18 km.
Er wurde 2017 von Terry Boudreaux von einem marokkanischen Meteoritenhändler erworben.
Der Meteorit besteht aus zwei (vier?) nicht verkrusteten Stücken gleicher Beschaffenheit, die zusammen gefunden wurden.

## Beschreibung
Der Säge-Querschnitt zeigt eine fragmentierte Brekzie mit zahlreichen weißen Klasten aus Feldspat in einer dunkelgrauen Grundmasse (Matrix).
Die Petrographie wurde von Carl Agee vom Institute of Meteoritics der University of New Mexico (UNM) in Albuquerque untersucht. Danach besteht der Meteorit hauptsächlich aus feldspathaltigen Klasten und Schockschmelze mit geringeren Mengen an fragmentiertem Pyroxen und Olivin.
Die Geochemie des Meteoriten wurde ebenfalls von Carl Agee sowie B. Ha (auch UNM) analysiert. Es zeigte sich eine Zusammensetzung aus Olivin, Pigeonit, Pyroxen, Plagioklas und Schockschmelze.
Es fanden sich (in Prozent der Gesamtmasse):
```
SiO
2
0
     43,9  ± 0,3

TiO
2
0
      0,13 ± 0,06,

Al
2
O
3
     33,2  ± 1,9,

Cr
2
O
3
      0,05 ± 0,04,

MgO
0
       2,1  ± 1,2,

FeO
2
0
      2,8  ± 1,4,

MnO
2
0
      0,05 ± 0,02,

CaO
0
      18,2  ± 0,9,

NiO
0
       0,03 ± 0,04,

Na
2
O
0
      0,39 ± 0,03,

K
2
O
0
       0,03 ± 0,01.
```

Die Klassifizierung des Meteoriten erfolgte aufgrund dieser Untersuchungen als Lunare Feldspat-Brekzie.
Der Meteorit ist (aller Wahrscheinlichkeit nach) „gepaart“ mit den Meteoriten NWA 8222, NWA 10823, NWA 11212, NWA 11237 (alle Nordwestafrika); sowie Rabt Sbayta 002, 004, 005, 006 (alle dort speziell vom Gebiet Rabt Sbayta/Sebeta); dazu kommen weitere, z. T. unbenannte Steine. Zusammen bilden sie den Northwest Africa 8222 Clan von Mondmeteoriten. Möglicherweise sind sie Bruchstücke desselben Meteoroiden und wurden beim Fall über ein weites Streufeld verteilt.

## Aufbewahrung
Die Einzelteile des Meteoriten sind heute wie folgt verteilt:
- 21,74 g (einschließlich einer Sondenhalterung) sind als Typusmaterial beim Institute of Meteoritics der University of New Mexico (UNM) in Albuquerque hinterlegt[5][9]
- die Purdue University in West Lafayette (Indiana) hält ein Fragment von 2.5" x 1" x 1" (in),[6] dazu kommt
  - eine Scheibe mit 4.5" x 4.5" (in) im Dauch Alumni Center der Purdue-Uni,[6][10]
- die Hauptmasse befindet sich bei Terry Boudreaux und Familie[5][6][9]